# Drymonia variegata
Drymonia variegata là một loài thực vật có hoa trong họ Tai voi. Loài này được L.Uribe mô tả khoa học đầu tiên năm 1952.